# Blumenthaler Sportverein von 1919 e.V.
Blumenthaler Sportverein von 1919 e.V. é uma agremiação esportiva alemã, fundada a 6 de junho de 1919, sediada em Blumenthal, o distrito mais ao norte de Bremen.
Foi estabelecido por ex-membros do Blumenthaler Fußballverein 1912. O FV foi o sucessor do Spiel und-Sport Blumenthal e faz parte da tradição histórica do SG Aumund-Vegesack, o qual ainda se encontra ativo. Como clube de trabalhadores, o SV era parte do Sportbund Arbeiter-Turn-und (ATSB) na década de 1920 e início dos anos 1930.

## História

### Período da Segunda Guerra Mundial
A ATSB foi uma das diversas ligas separadas da competição dominante ativa da Alemanha no período entre-guerras. Cada uma das quais encenou seu "próprio campeonato nacional. Em 1932, o clube conquistou o Nordwestdeutschland e, em seguida, avançou às semifinais, na qual perderam para eventuais campeões TuS Nurenberg-Ost por 4 a 1. No ano seguinte, o BSV foi banido por ser politicamente indesejável pelo Regime Nazista junto a outros clubes de trabalhadores tidos como de esquerda.
O clube foi logo reformulado como Allgemeiner Sport-Verein von Blumenthal 1919 e, em 1937, qualificado para jogar na  Gauliga Niedersachsen, um dos 16 circuitos regionais de primeira divisão estabelecidos, em 1933, de acordo com a reorganização do futebol alemão. O time permaneceu disputando a Gauliga ao longo da Segunda Guerra Mundial, mas angariou apenas resultados de médio e inferior porte na tabela até terminar como vice-campeão da enfraquecida Gauliga Weser-Ems, em 1944. A temporada seguinte foi interrompida com quatro jogos devido ao colapso da Alemanha nazista. O ASV fez duas aparições na Tschammer-Pokal, predecessora da moderna DFB-Pokal, Copa da Alemanha, em 1939 e 1940, sendo eliminado ambas as vezes nas rodadas de abertura.

### Período do Pós-guerra
Depois da guerra, a equipe assumiu seu nome atual e passou a fazer parte da Amateurliga Bremen (II), na qual capturou três títulos consecutivos nas temporadas de 1950 a 1952. No entanto, o BSV não conseguiu avançar em cada uma das suas tentativas subseqüentes para se qualificar para a Oberliga Norte (I). O time continuou bem até os anos 1950 e no final dos anos 1970. Em 1963, a Amateurliga tornou-se um circuito de terceira camada a partir da formação da primeira divisão, a Bundesliga e a Regionalliga (II). Apesar de outros quatro títulos de divisões e a participação em jogo de qualificação para a  Regionalliga Nord (II) a equipe foi incapaz de avançar. Em 1977, o BSV caiu na sequência de um acabamento em 16º lugar. O time fez aparições individuais na Amateuroberliga Norte (III), em 1979-1980, e da Oberliga Niedersachsen (III), em 1997-1998.
A equipe voltou a jogar a taça nacional na década de 1970 com primeiras aparições em 1975, 1976, 1978, 1979 e 1981. Também participou da abertura do campeonato nacional amador em 1955, 1965, 1974 e 1976, sem qualquer sucesso. O BSV terminou em 5º na Bremenliga (V) em 2010-2011.

## Equipes de Jovens
Blumenthaler SV é um clube conhecido no futebol amador de Bremen e além das fronteiras de Bremen pelo seu trabalho com jovens. Por exemplo, o refugiado gambiano Ousman Manneh e dois jogadores do SV Werder Bremen, Sören Seidel e Ousman Manneh, saíram do clube. Outros nomes conhecidos da seção juvenil do Blumenthaler SV incluem o jogador profissional do SC Freiburg, Lucas Höler, e o treinador de longa data da equipe juvenil Michael Kniat, que atualmente treina o segundo time do SC Paderborn 07 na 2ª Bundesliga. [3] Em janeiro de 2021, Kebba Badjie, também jogador gambiano, assinou um contrato profissional com o Werder Bremen, e jogou pelo time sub-19 do Blumenthaler na Regionalliga Nord.

### Sub-19
Em 2011, a equipe juvenil sub-19 subiu para a Regionalliga Nord e na temporada seguinte conseguiu se manter pela primeira vez nessa liga juvenil alemã de segundo nível mais alta. Os jovens jogadores competiram nessa liga até a temporada 2017/18. Nas temporadas 2019/20 e 2021/22, a equipe sub-19 quase conquistou o retorno à Regionalliga. [4] Na temporada 2022/23, a equipe sub-19 do Blumenthaler SV conseguiu o acesso à Regionalliga a partir de Burgwall. O treinador-chefe e presidente do clube, Peter Moussalli, estabeleceu como objetivo a promoção direta para a Bundesliga sub-19.

### Sub-17
Em 2010, a equipe juvenil sub-17 subiu para a Regionalliga Nord. Após uma temporada, a equipe sub-17 foi rebaixada da Regionalliga Nord, mas em 2014 conquistou novamente a promoção e em 2015 sofreu novo rebaixamento. Na temporada 2020/21, a primeira equipe sub-17 competiu na Liga de Bremen e, após 6 jogos, ficou em primeiro lugar de acordo com a regra de coeficientes e foi coroada campeã pela Associação de Futebol de Bremen. [6] [7] Como a equipe foi impedida de ser promovida pela Associação de Futebol do Norte da Alemanha, o Blumenthaler SV está considerando medidas legais. [8] [9] A equipe juvenil sub-17 do Blumenthaler SV é uma das três vencedoras da Copa das Associações Regionais de Bremen e eliminou várias equipes da Regionalliga com desempenhos impressionantes para chegar à final. Além disso, a equipe assegurou com facilidade a promoção para a Regionalliga, marcando mais de cem gols apenas nos primeiros doze jogos e sofrendo apenas três gols na terceira liga mais forte. Na temporada 2022/23, os jovens de Burgwall conseguiram a promoção para a Bundesliga sub-17 e terminaram como vice-campeões na segunda liga alemã de maior nível, atrás apenas do VfL Wolfsburg. Na Regionalliga Nord, eles superaram várias equipes sub-16 da 1ª e 2ª Bundesliga, bem como equipes sub-17, incluindo Holstein Kiel e VfL Osnabrück.

### Sub-15
A equipe sub-15 também conquistou a promoção para a Regionalliga Nord, onde jogaram na temporada 2013/14 e novamente a partir do verão de 2019. Até a interrupção da temporada devido à pandemia de COVID-19, a equipe sob a liderança do presidente do clube e treinador principal, Peter Moussalli, teve bons resultados na liga alemã de maior nível e conseguiu se manter em quarto lugar na tabela após o cálculo do coeficiente de pontos. Após duas temporadas na liga de alto nível, o Blumenthaler teve que voltar para a liga associativa e pretende retornar à Regionalliga na temporada 2022/23.